# Udo Kraus
Udo Kraus (* 31. Mai 1924 in Heidelberg; † 28. August 1987 in Mannheim) war ein deutscher Politiker der SPD.

## Leben und Beruf
Kraus beantragte am 28. April 1942 die Aufnahme in die NSDAP und wurde zum 1. September desselben Jahres aufgenommen (Mitgliedsnummer 9.174.400). Er war Notariatsdirektor in Heidelberg. 1972 wurde er als Abgeordneter in den Landtag von Baden-Württemberg gewählt. In der 6. Wahlperiode trat er für den Wahlkreis Heidelberg-Land an, 1976 wurde er für den Wahlkreis Sinsheim wiedergewählt. Bei der Landtagswahl in Baden-Württemberg 1980 trat er nicht mehr an.